# Streblocera planispina
Streblocera planispina är en stekelart som beskrevs av Sergey A. Belokobylskij och Ku 1998. Streblocera planispina ingår i släktet Streblocera och familjen bracksteklar. Inga underarter finns listade i Catalogue of Life.